# Erfurter Fürstenkongress

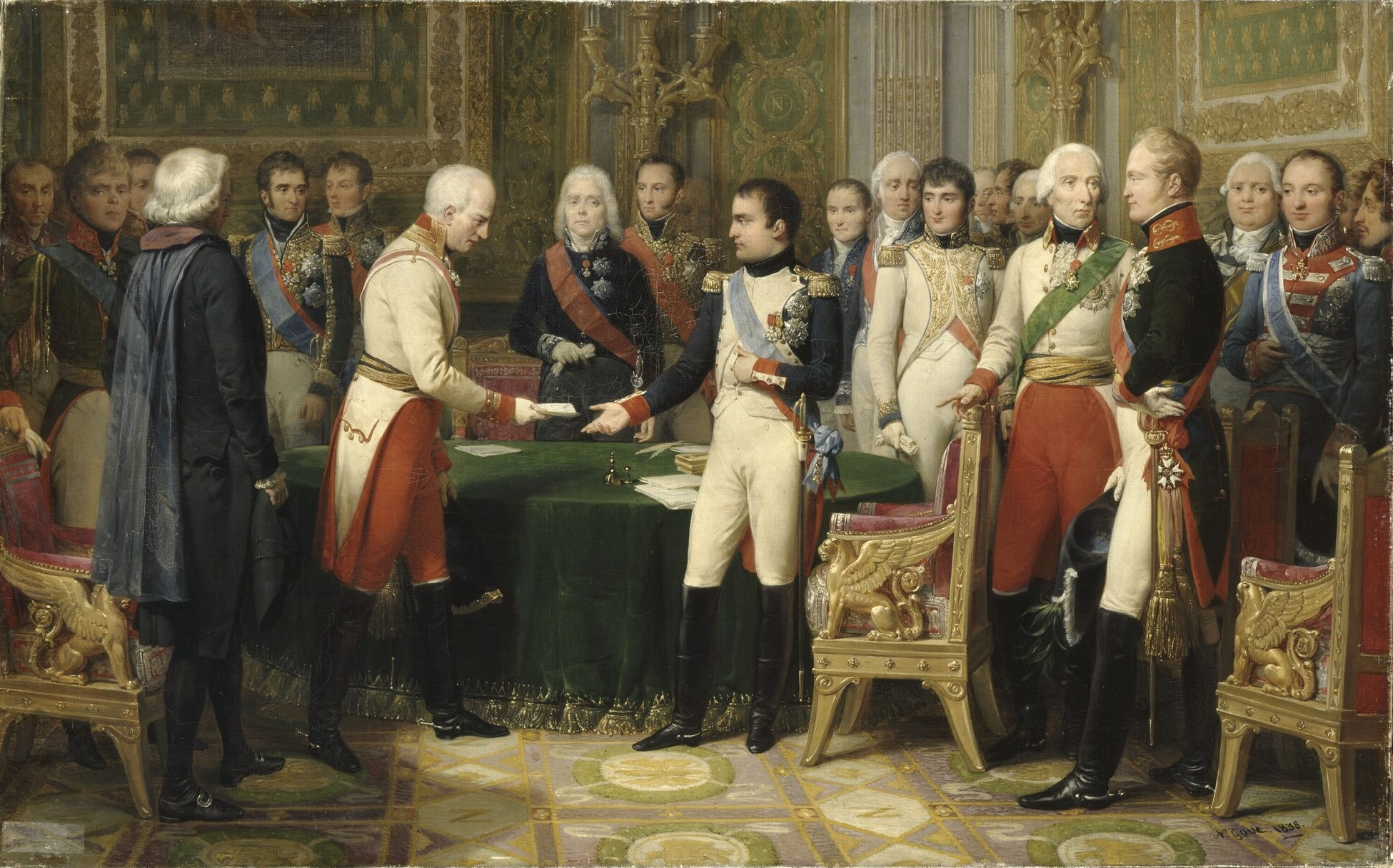
Napoleon empfängt mit Alexander (3. v. re.) den österreichischen Botschafter in Erfurt
Programmatisches Historiengemälde
von Nicolas Gosse.

Als Erfurter Fürstenkongress (auch Erfurter Kongress oder Erfurter Fürstentag) wird das Zusammentreffen Napoleons I. mit dem russischen Zaren Alexander I. vom 27. September bis zum 14. Oktober 1808 in Erfurt bezeichnet. Höhepunkt des Treffens war die Unterzeichnung eines Bündnisvertrags zwischen Napoleon und Alexander, der später jedoch nicht eingehalten wurde.

## Vorgeschichte
Im Juli 1808 hatte die französische Armee bei Bailén in Spanien eine schwere Niederlage erlitten. Gleichzeitig beobachtete der Kaiser die zunehmenden Kriegsvorbereitungen Österreichs mit Sorge. Sich der Unterstützung Russlands zu versichern, um Wien in Schach zu halten, erschien ihm daher politisch notwendig. Das Verhältnis zu Alexander I. war aber seit dem Frieden von Tilsit von 1807 nicht ungetrübt geblieben. Die Erwartung des Zaren, von Frankreich im Kampf gegen das Osmanische Reich unterstützt zu werden, war enttäuscht worden, und die Teilnahme an der Kontinentalsperre gegen Großbritannien wirkte sich für Russland sehr ungünstig aus. Vor diesem Hintergrund lud der Kaiser zu einem Fürstenkongress nach Erfurt ein, damals als Fürstentum Erfurt eine französische Exklave in Thüringen. Da die deutschen Vasallenfürsten des Rheinbunds zahlreich erschienen, war er als Machtdemonstration gegenüber dem Zaren geeignet. Auch mit einem glanzvollen Rahmenprogramm wollte Napoleon die Teilnehmer beeindrucken. Nominell war der Kongress als festlandeuropäischer Gipfel ausgelegt. Er war im Kern ein Treffen Napoleons mit den Fürsten des Rheinbunds zur außen- und militärpolitischen Koordination für alle Fälle und vor allem ein Versuch zur längerfristigen Abstimmung mit dem Russischen Reich.

## Der Kongress und seine Folgen

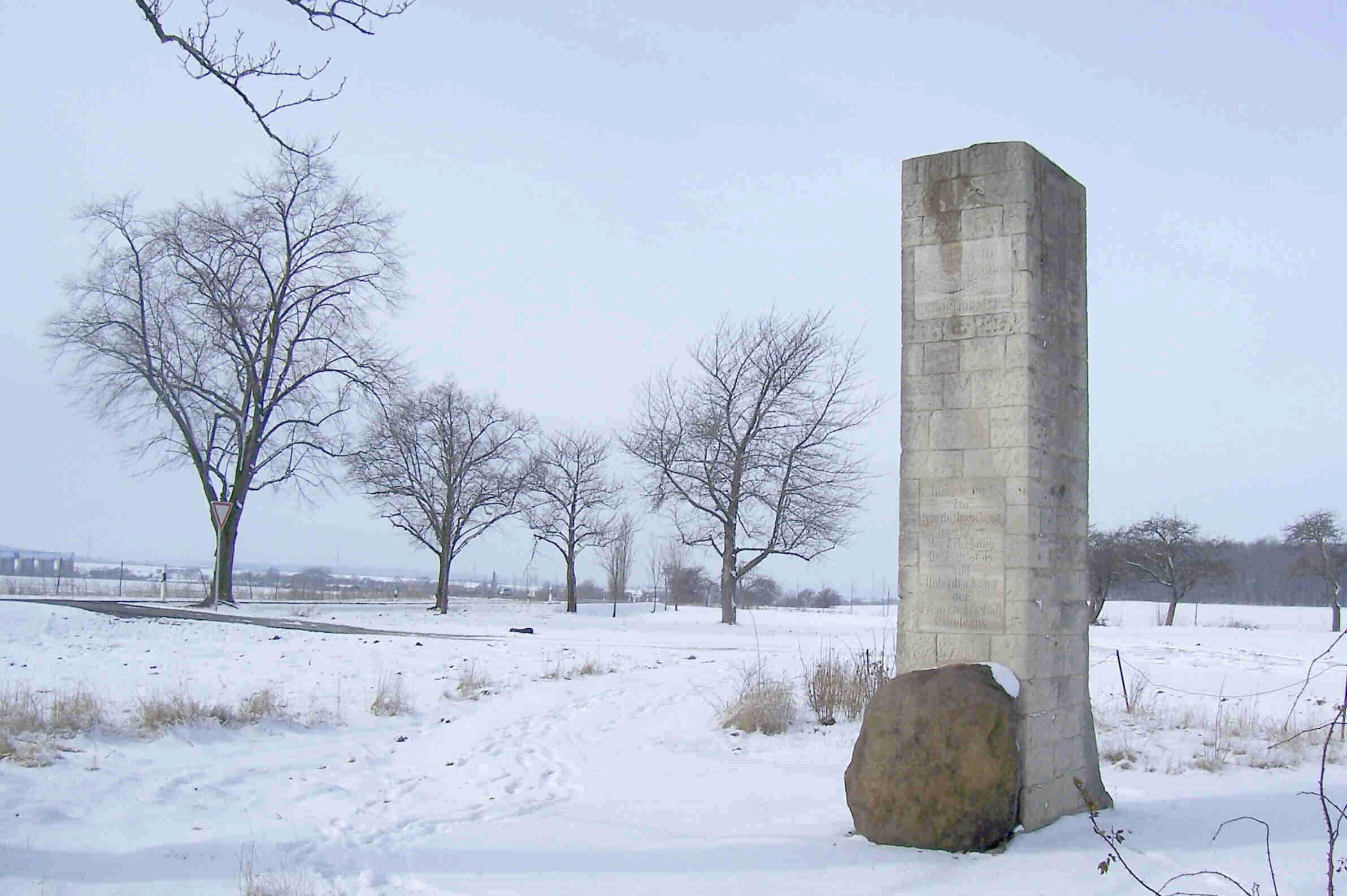
Am 16. Oktober 1808 verabschiedeten sich Napoleon I. und Alexander I. an dieser Stelle an der jetzigen Bundesstraße 7 bei Mönchenholzhausen.

Die beiden Kaiser trafen einander häufig und ließen keine Gelegenheit aus, in der Öffentlichkeit die Herzlichkeit ihrer Beziehung zu demonstrieren. Hierzu dienten auch die prachtvollen Theateraufführungen der Comédie-Française im Kaisersaal. Inhaltlich kamen sie sich keinen Schritt näher, obwohl am 12. Oktober ein Bündnisvertrag geschlossen wurde, der freilich eine folgenlose Formalie blieb.
Der Kongress war von glanzvollen Empfängen, Ausflügen, Jagden, den allabendlichen Theateraufführungen im Kaisersaal und ähnlichen repräsentativen Veranstaltungen geprägt, die bewusst auf politische und öffentliche Wirkung zielten. So trat auch der italienische Violinist Niccolò Paganini vor Napoleon und dem russischen Zaren auf.
Napoleon benutzte die Gelegenheit, drei deutsche Geistesgrößen kennenzulernen – den politischen Publizisten und Dichter Christoph Martin Wieland (der bereits seinen Aufstieg vorausgesagt hatte, als Napoleon noch einfacher General gewesen war), den berühmten Historiker Johannes von Müller (mit dem er ein Dilemma diskutierte, das aktuell auch das seine war: ob Cäsar auf dem Gipfelpunkt seiner Macht, wenn er nicht ermordet worden wäre, eher den großen Feldzug gegen Osten – gegen das Partherreich – oder die Konsolidation des Römischen Reiches als Priorität gewählt hätte), und Deutschlands größten Dichter Johann Wolfgang Goethe (den für sich einzunehmen propagandistisch wertvoll werden konnte).
Volksmund und romanhafte Literatur des 19. Jahrhunderts berichteten, dass die populären Freiheitshelden Eugen von Hirschfeld und Heinrich von Wedel während des Fürstenkongresses versucht hätten, Napoleon, als er Alexander I. das Schlachtfeld bei Jena erklärte, im Rautal durch Pistolenschüsse zu ermorden, aber im letzten Moment davon Abstand genommen hätten, weil er im Wagen zu eng mit dem Zaren zusammengesessen hätte. Das versuchte Attentat, das auch anderen zugeschrieben wurde, ist nicht erwiesen und gehört vermutlich ins Reich der Legende.
Die Goethebegegnung wurde die populärste: Nach Goethes Darstellung empfing ihn Napoleon am 2. Oktober im Statthalterpalais und sagte ihm, nachdem er ihn aufmerksam gemustert hatte, Vous êtes un homme (auf Deutsch Ihr seid ein Mann) oder nach der weiter verbreiteten Überlieferung Müllers Voilà un homme (auf Deutsch sinngemäß Das ist ein Mann). Später diskutierte er mit ihm Werthers Leiden und überreichte ihm das Ritterkreuz der Ehrenlegion. In Weimar dann besuchte Napoleon eine Theateraufführung.

### Darstellungen
- Steffen Raßloff und Ulrich Seidel: Der Erfurter Kaisersaal. Erfurt 2008. ISBN 978-3-86680-303-9 (S. 31–38).
- Werner Greiling: Napoleon in Thüringen. Wirkung – Wahrnehmung – Erinnerung, Erfurt 2006, ISBN 3-937967-11-7 (S. 109–117).
- Klaus-Dieter Kaiser: Erfurt, Napoleon und Preußen 1802 bis 1816, Erfurt 2002, ISBN 3-9807188-7-5 (S. 86–92).
- Rudolf Benl: Der Erfurter Fürstenkongreß 1808. Hintergründe, Ablauf, Wirkung, Erfurt 2008, ISBN 978-3-941020-00-9
- Gustav Seibt: Goethe und Napoleon. Eine historische Begegnung. München 2008, ISBN 978-3-406-57748-2